# Bongmyeon ga-wang
(Introduzione al primo episodio)
Bongmyeon ga-wang (복면가왕?, lett. "Il re dei cantanti mascherati"; titolo internazionale The King of Mask Singer) è un programma televisivo sudcoreano trasmesso su MBC TV dal 5 aprile 2015. La gara canora è presentata da Kim Sung-joo, mentre le presentazioni dei concorrenti sono del doppiatore Lee Won-joon.
Il format dello show è stato adattato internazionalmente. In Italia ha preso il titolo de Il cantante mascherato ed è trasmesso da Rai 1.

## Format
Il programma è una gara canora tra cantanti, comici, attori e altre celebrità che indossano costumi e maschere elaborate dal nome fantasioso per nascondere la propria identità, rimuovendo fattori come popolarità, carriera ed età che possono influenzare il voto. Le esibizioni hanno luogo su un palco spoglio, senza ballerini né coreografie, e il cantante è accompagnato da una band live e da dei coristi. Le identità non vengono rivelate se non all'eliminazione, quando il concorrente si toglie la maschera.
Ogni gara parte con otto concorrenti, che vengono giudicati tramite una votazione dal pubblico in studio (88 persone) e da una giuria di 11 celebrità, tra cantanti, comici e critici musicali. Gli otto concorrenti vengono accoppiati e, nel primo round, ciascuna delle coppie si sfida con un duetto: i quattro con il maggior numero di voti passano al turno seguente. Lo schema si ripete identico nel secondo e nel terzo round, nei quali, tuttavia, le coppie si sfidano con un brano solista finché non rimane un solo concorrente. Nel primo episodio, il cantante mascherato emerso vincitore dal terzo round è stato incoronato Re dei cantanti mascherati; negli episodi successivi, invece, si tiene un quarto round in cui il Re canta un brano, che viene paragonato alle tre canzoni eseguite dallo sfidante durante i tre round precedenti. Se il Re vince mantiene la corona, altrimenti lo sfidante ne prende il posto. In ogni caso, il perdente deve togliersi la maschera.
Al termine di ciascuna votazione, la giuria pone alcune domande ai concorrenti, permettendo loro di dimostrare dei talenti buffi, ballare o imitare delle celebrità. In questo caso, le voci vengono alterate. All'uscita di scena del concorrente sconfitto e smascherato, viene mandata in onda una breve clip in cui esprime le proprie sensazioni a proposito dell'esperienza vissuta.
Ciascuna gara dura due episodi, al termine dei quali il ciclo ricomincia con otto nuovi concorrenti e una nuova giuria.

## Lista dei re mascherati
| Re / Regina # | Episodi                   | Pseudonimo | Identità                                                    |
| ------------- | ------------------------- | --- | ----------------------------------------------------------- |
| —             | Pilota                    | Mosaico auto-luminescente (자체 검열 모자이크?, Jache geom-yeol mojaikeuLR) | Heo Sol-ji delle EXID                                       |
| 1             | 1–4                       | Ho usato due secchi di lacca dorata (황금락카 두통썼네?, Hwanggeum rakka dutongsseonneLR)                                                                                                   | Luna delle f(x)                                             |
| 2             | 5–6                       | Allodola tintinnante (딸랑딸랑 종달새?, Ttallangttallang jongdalsaeLR) | Jinju                                                       |
| 3             | 7–14                      | CBR Cleopatra (화생방실 클레오파트라?, Hwasaengbangsil Keulleo-opateuraLR) | Kim Yeon-woo                                                |
| 4             | 15–16                     | Il re della canzone Tungki (노래왕 퉁키?, Norae-wang TungkiLR) | Lee Jung                                                    |
| 5             | 17–18                     | Vi mostrerò il sapore piccante, signorina Peperoncino (매운 맛을 보여주마 고추아가씨?, Mae-un mas-eul bo-yeojuma Gochu-agassiLR)                                                            | Yeoeun delle Melody Day                                     |
| 6             | 19–22                     | Va' alle Hawaii (네가 가라 하와이?, Nega gara Ha-wa-iLR) | Hong Ji-min                                                 |
| —             | Diretta speciale del 2015 | Grillo dalla voce emozionante (감성 보컬 귀뚜라미?, Gamseong bokeol gwitturamiLR) | Jo Jang-hyuk                                                |
| 7             | 23–24                     | Scrivi con la matita dell'amore (사랑은 연필로 쓰세요?, Sarang-eun yeonpillo sseuse-yoLR)                                                                                                   | Sonya                                                       |
| 8             | 25–32                     | Innocente cosmea fanciullesca (소녀의 순정 코스모스?, Sonyeo-ui sunjeong koseumoseuLR) | Gummy                                                       |
| 9             | 33–42                     | Cat Girl guerriera (여전사 캣츠걸?, Yeojeonsa kaetchugeolLR) | Cha Ji-yeon                                                 |
| 10            | 43–60                     | Capitano musicale del nostro quartiere (우리 동네 음악대장?, Uri dongne eum-akdaejangLR) | Ha Hyun-woo dei Guckkasten                                  |
| 11            | 61–64                     | Fuga totale (하면 된다 백수 탈출?, Hamyeon doenda baeksu talchulLR) | The One                                                     |
| 12            | 65–68                     | Romantico cavaliere oscuro (로맨틱 흑기사?, Romaentik heukgisaLR) | Roy Kim                                                     |
| 13            | 69–70                     | Benzina di Bulgwang-dong (불광동 휘발유?, Bulgwang-dong hwibar-yuLR) | Kim Yeon-ji delle SeeYa                                     |
| 14            | 71–78                     | Eccitata Eheradio (신명난다 에헤라디오?, Sinmyeongnanda eheradi-oLR) | Jung Dong-ha                                                |
| —             | Diretta speciale del 2016 | Cupido da infarto (심장 어택 큐피드?, Simjang eotaek kyupideuLR) | Sandeul dei B1A4                                            |
| 15            | 79–84                     | Pronta a prendere il suo ordine, Ragazza Popcorn (주문하시겠습니까 팝콘소녀?, Jumunhasigesseumnikka PapkonsonyeoLR)                                                                         | Ali                                                         |
| 16            | 85–90                     | Robot di latta dal cuore caldo (뜨거운 심장 양철로봇?, Tteugeo-un simjang yangcheollobotLR)                                                                                                 | Shin Yong-jae dei 4Men                                      |
| 17            | 91–92                     | Angioletto mistico (신비주의 아기천사?, Sinbiju-ui agicheonsaLR) | Kim Myung-hoon degli Ulala Session                          |
| 18            | 93–98                     | Principe Hoppang (팥의 전사 호빵왕자?, Pat-ui jeonsa hoppang-wangjaLR) | Hwanhee dei Fly to the Sky                                  |
| 19            | 99–100                    | Rondine di Gangnam (물찬 강남제비?, Mulchan GangnamjebiLR) | Bonggu dei Gilgu Bonggu                                     |
| 20            | 101–104                   | Gatto dagli stivali canterino (장화 신고 노래할고양?, Janghwa sin-go noraehalgo-yangLR) | Lee Hae-ri delle Davichi                                    |
| 21            | 105–116                   | Moodmaker con 9 canzoni (노래 9단 흥부자댁?, Norae 9dan heungbujadaekLR) | Kim So-hyang                                                |
| 22            | 117–118                   | 0 calorie se lo assaggi, MC Hamburger (맛있으면 0칼로리 MC 햄버거?, Mas-iss-eumyeon 0kallori MC HaembeogeoLR)                                                                               | Johan Kim                                                   |
| 23            | 119–120                   | Cavalluccio marino carino (바다의 귀염둥이 아기해마?, Bada-ui gwi-yeomdung-i agihaemaLR) | K.Will                                                      |
| 24            | 121–124                   | Ben fatto! La ragazza che vive bene, Yeonghui (참 잘했어요! 바른 생활 소녀 영희?, Cham jalhaess-eo-yo! Bareun saenghwal sonyeo YeonghuiLR)                                                  | Ock Joo-hyun                                                |
| 25            | 125–128                   | Due bottiglie piene di emozioni, il principe raganella delle foglie (감성 충만 중2병 청개구리왕자?, Gamseong chungman jung2byeong cheonggaeguri-wangjaLR)                                   | Kwon Jung-yeol dei 10cm                                     |
| 26            | 129-138                   | Un bacio sulle labbra~ Un bacio alle mie canzoni~ Red Mouth (입술 위에 츄~ 내 노래에 츄~ 레드마우스?, Ipsul wi-e chu~ Nae norae-e chu~ Redeuma-useuLR)                                      | Sunwoo Jung-a                                               |
| 27            | 139–140                   | La donna gypsy che cammina nel mondo (걸어서 세계속으로 집시여인?, Geor-eoseo segyesog-euro jipsi-yeo-inLR)                                                                                 | Ivy                                                         |
| 28            | 141–156                   | L'invincibile orientale (성대천하 유아독존 동방불패?, Seongdaecheonha yu-adokjon dongbangbulpaeLR)                                                                                          | Son Seung-yeon                                              |
| 29            | 157–162                   | Com'è? È facile da cantare, vero? Bob Ross! (어때요? 노래 참 쉽죠? 밥로스!?, Eottae-yo? Norae cham swipjyo? Babroseu!LR)                                                                    | Han Dong-geun                                               |
| 30            | 163–172                   | Mi fa male se mi ammalo~ Ragazza Dongmakgol (나한테 걸리면 마이 아파~ 동막골소녀?, Nahante geollimyeon ma-i apa DongmakgolsonyeoLR)                                                         | Heo Sol-ji delle EXID                                       |
| 31            | 173–178                   | Pane di castagne incorniciato (액자 속 사진 속의 그 왕밤빵 왕밤빵 왕밤빵 왕밤빵?, Aekja sok sajin sog-ui geu wangbamppang wangbamppang wangbamppang wangbamppangLR)                         | Muzie                                                       |
| 32            | 179–186                   | Salve? Mi chiamo Geon~. Geon l'aquila! (안녕? 난 건이라고 해~. 독수리 건!?, Annyeong? Nan geon-irago hae~. Doksuri geon!LR)                                                                 | Lee Hyun                                                    |
| 33            | 187–188                   | Codename Widow Bruciata (코드네임 불난 위도우?, Kodeune-im bullan wido-uLR) | Jang Eun-ah                                                 |
| 34            | 189–194                   | L'amico dei baci, Klimt (뽀뽀뽀 친구 클림트?, Ppoppoppo chin-gu KeullimteuLR) | Lee Hae-na delle Matilda                                    |
| 35            | 195–204                   | Prendetelo solo una volta! Gulliver! (어디 한 번 걸리기만 해봐! 걸리버!?, Eodi han beon geolligiman haebwa! Geollibeo!LR)                                                                   | Lee Won-seok dei Daybreak                                   |
| 36            | 205–210                   | Nightingale in servizio oggi (오늘 당직 나이팅게일?, Oneul dangjik Na-itingge-ilLR) | Lee Bo-ram delle SeeYa                                      |
| 37            | 211–220                   | Re, sei con me? Il genio-fata della canzone (가왕, 나한테 지니? 노래요정 지니?, Ga-wang, nahante jini? Norae-yojeong jiniLR)                                                                | Cho Kyu-hyun dei Super Junior                               |
| 38            | 221–232                   | La mia città natale è il manga café, bel ragazzo dei fumetti (나의 살던 고향은 만화방 만찢남?, Na-ui saldeon gohyang-eun manhwabang manjjinnamLR)                                           | Lee Seok-hoon degli SG Wannabe                              |
| 39            | 233–242                   | Io~ Io io io~ Io io io io~ Io ho 18 anni (나~ 나나나~ 난나 나나낭랑~ 나는 낭랑18세?, Na~ Nanana~ Nanna nananangnang~ Naneun nangnang18seLR)                                                 | So Chan-whee                                                |
| 40            | 243–254                   | Anche se canti con i piedi sei il re! Il re dei re, Chow Yun-fat (발로 불러도 가왕! 가왕본색 주윤발?, Ballo bulleodo ga-wang! Ga-wangbonsaek Ju Yun-balLR)                                  | Kang Seung-yoon                                             |
| 41            | 255–256                   | Scudo assoluto (천하무적 절대 방패?, Chonhamujeol jeoldae bangpaeLR) | Choi Jae-rim                                                |
| 42            | 257–258                   | Sto bene~♬ Se divento il re, andrà tutto bene~♬ Perla (난 괜찮아~♬ 가왕 되면 다 괜찮아~♬ 진주?)                                                                                             | Hynn                                                        |
| 43            | 259–270                   | La mia canzone è ooh ooh ooh! Il potere del canto che non svanisce mai! Signora Rosa (내 노래는 우아~우아~우아~해! 절대 시들지 않는 가창력! 장미여사?                                       | Kim Yon-ja                                                  |
| 44            | 271–272                   | È inutile nascondersi! Li troverò tutti! Trovare oggetti nascosti (숨어도 소용없어요~! 제가 다 찾아냅니다! 숨은 그림 찾기?)                                                                 | Kim Jung-eun                                                |
| 45            | 273–288                   | Il gatto calmo sale per primo sul trono del re! Gatto Buttumak (얌전한 고양이가 가왕석에 먼저 올라간다! 부뚜막 고양이?)                                                                     | Yang Yo-seob degli Highlight                                |
| 46            | 289–290                   | Non tornerai in te una volta aperto? Scatola del tesoro (한 번 열리면 정신 못 차릴 걸? 보물상자?)                                                                                           | Lee Young-hyun delle Big Mama                               |
| 47            | 291–292                   | Restare a casa (집콕?) | Park Si-hwan                                                |
| 48            | 293–298                   | Bip! Una sensazione regale! Codice a barre (삐빅! 가왕감입니다! 바코드?) | Lee Joo-hyuk dei Gift                                       |
| 49            | 299–304                   | Un sacco di capretti stanno mangiando e giocando intorno al trono del re~♬ Con facce luminose come il sole~♬ Capretto (아기염소 여럿이 가왕석 뜯고 놀아요~♬ 해처럼 밝은 얼굴로~♬ 아기염소?) | Jung Seon-ah                                                |
| 50            | 305–310                   | Prendi la pietra portafortuna e vai al trono del re! Smeraldo di maggio (탄생석 받고 가왕석으로! 5월의 에메랄드?)                                                                           | Youme                                                       |
| 51            | 311–312                   | Re dei cantanti~♬ Re dei cantanti~♬ Re dei cantanti~♬ Tu sei il re dei cantanti~♬ Cantante (가왕~♬ 가왕~♬ 가왕~♬ 내 가왕이야~♬ 소리꾼?)                                                     | Park Min-hye delle Big Mama                                 |
| 52            | 313–316                   | Non ho altra scelta che farlo oggi! Hwachae (내가 오늘 가왕 할 '수밖'에! 화채?) | Choi Jung-in                                                |
| 53            | 317–318                   | Cosa fai senza votare, idiota! Fidanzato non faccia a faccia (투표 안 하고 뭐 해, 이 바보야! 비대면 남친?)                                                                                  | Bae Doo-hoon dei Forestella                                 |
| 54            | 319–326                   | Andate tutti a casa a mangiare del bindaetteok in padella! Proteggerò il trono! Santuario Bindaetteok (모두 집에 가서 빈대떡이나 부쳐 드세요! 가왕석은 제가 지킵니다! 빈대떡 신사?)         | Johnny Lee                                                  |
| —             | 323–325                   | Di fronte al trono di Bongmyeon ga-wang, non guardo in faccia sorelle maggiori o fratelli minori... Ribellione del fratello (가왕석 앞에선 누나고 동생이고 안 봐줍니다... 형제의 난?        | Lee Ji-young delle Big Mama e Lee Seung-woo dei Soulstar    |
| 55            | 327–334                   | Farò i miei trucchi a Bongmyeon ga-wang e proteggerò il trono del re! Zampa d'orso (복면가왕에서 재주 부리고 가왕석 지킬게요! 곰발바닥?)                                                    | Lee Ye-joon                                                 |
| 56            | 335–340                   | Abilità canore di lusso pure come la neve! Bambino invernale (눈처럼 깨끗한 명품 가창력! 겨울아이?)                                                                                         | Lee Mu-jin                                                  |
| 57            | 341–342                   | Papà guadagnerà una maschera d'oro! Papà è un impiegato (아빠가 황금가면 벌어올게~! 아빠는 월급쟁이?)                                                                                       | Park Hyun-soo dei Letteamor                                 |
| 58            | 343–350                   | Piccola donna con la voce piccola ma forte (작지만 강한 외유내강 보이스 작은 아씨들?) | Ben                                                         |
| 59            | 351–362                   | Non esiste cane al mondo che non sappia cantare! Nureongi (세상에 노래 못하는 개는 없다! 누렁이?)                                                                                           | Jung Hong-il                                                |
| 60            | 363–371                   | Quando fa di nuovo buio~ Il trono del re è mio! Bambola indiana (다시 어둠이 내리면~ 가왕석은 내 거야! 인디언 인형?)                                                                        | Kim Ye-ji dei KARDI                                         |
| —             | 371–373                   | La fedeltà che non può essere separata nemmeno da un solo voto! La nostra amicizia ha un voto di differenza (한 표도 갈라놓을 수 없었던 의리! 우리 우정 한 표 차이?)                        | Park Hyun-soo dei Letteamor e Baek Hyung-hoon degli Hpresso |
| 61            | 376–377                   | Mangerò il palco croccante! Kimchi scapolo (아삭하게 무대를 씹어먹겠습니다! 총각김치?) | Son Jin-wook                                                |
| 62            | 378–391                   | Ti mostrerò le mie abilità di canto divine! Voce divina (신들린 노래 실력 보여드릴게요! 신이 내린 목소리?)                                                                                  | Seomoon Tak                                                 |
| 63            | 392–393                   | Sono qui per incidere il mio nome sul trofeo di Bongmyeon ga-wang! Trofeo del primo posto (복면가왕 트로피에 제 이름 새기러 왔어요! 우승 트로피?)                                           | TBA                                                         |

## Produzione
Bongmyeon ga-wang fu ideato dal presentatore televisivo e radiofonico Boom e dallo scrittore Park Won-woo. Boom lo presentò alla MBC durante un incontro informale con lo staff della rete, facendo ascoltare loro una canzone di Baek Chung-kang chiedendo di indovinare se a cantare fosse un uomo o una donna. Fu mandato in onda come episodio pilota in occasione del Capodanno lunare del 2015, e le inaspettate buone risposte del pubblico portarono la MBC a farne un programma regolare della domenica sera.
Il programma è registrato e, per evitare che l'identità dei concorrenti venga resa pubblica prima della messa in onda, al pubblico viene fatto firmare un accordo di riservatezza che, se non viene rispettato, prevede il pagamento di tutti i costi di produzione di un episodio. Nonostante i cellulari siano ammessi in studio, alla fotocamera viene applicato un adesivo per impedire di registrare o scattare foto. I concorrenti si presentano in studio con una maschera provvisoria e sono sempre scortati dalla sicurezza. Le riprese di una puntata durano circa otto ore a partire dalle 16, con pause saltuarie di una decina di minuti. In caso di errori, la registrazione continua come se fosse in diretta.
Le maschere vengono ideate dallo stilista Hwang Jae-geun e realizzate a mano; ogni maschera richiede circa un mese di lavoro ed è stata studiata per coprire il viso il più possibile senza rovinare trucco e acconciatura, oltre a garantire che il cantante non venga disturbato nella sua esibizione.

## Accoglienza
Bongmyeon ga-wang debuttò con uno share del 6%, raggiungendo l'11,3% al decimo episodio e più del 16% dopo tre mesi, imponendosi come leader della domenica sera e superando anche programmi veterani. Nonostante un calo degli ascolti nel corso degli anni, lo share si mantiene attorno al 10% e il programma continua a essere oggetto di discussione. La popolarità ha portato anche alla pubblicazione, il 31 maggio 2015, di un album speciale contenente dieci tracce.
Bongmyeon ga-wang ha ricevuto opinioni positive dai critici, che hanno lodato la scelta di propendere verso l'intrattenimento a discapito della competizione e l'hanno considerato un programma adatto alle famiglie da guardare con spensieratezza, anche usandolo come sottofondo musicale ad altre attività. Il successo è stato ricondotto a due fattori principali: in primo luogo, lo stratagemma delle maschere, che, nascondendo l'identità del concorrente, gli consentono di cantare con maggiore libertà mitigando la tensione, oltre che trasformare la gara in un gioco; in secondo luogo, il fatto che il programma "si sia sbarazzato dell'ipocrisia" riducendo la gara a un confronto solo sul piano vocale. In particolare è stato evidenziato come Bongmyeon ga-wang, data l'ampia presenza di idol tra i concorrenti, aiuti gli spettatori a liberarsi del pregiudizio che essi non sappiano cantare o che ricorrano al playback, e che abbia quindi portato a riscoprire molti talenti i quali, essendo spesso parte di gruppi, non avevano avuto modo di far conoscere la propria voce fino a quel momento.

## Riconoscimenti
- MBC Entertainment Award
  - 2015[33] – Premio miglior sceneggiatura a Park Won-woo
  - 2015 – Premio all'eccellenza per un talk show/uno spettacolo musicale (uomo) a Kim Yeon-woo
  - 2015 – Gran premio (Daesang) a Kim Gu-ra
  - 2015 – Premio speciale a Shin Bong-sun
  - 2015 – Premio principiante per un talk show/uno spettacolo musicale (uomo) a Kim Hyung-seok
  - 2015 – Premio alla massima eccellenza per un talk show/uno spettacolo musicale (uomo) a Kim Sung-joo
  - 2016[34][35][36] – Premio speciale a Ha Hyun-woo
  - 2016 – Candidatura Gran premio (Daesang) a Kim Sung-joo
  - 2016 – Premio all'eccellenza per un talk show/uno spettacolo musicale a Kim Sung-joo
  - 2016 – Candidatura Premio all'eccellenza per un talk show/uno spettacolo musicale a Kim Gu-ra
  - 2016 – Premio dei produttori a Kim Gu-ra
  - 2016 – Premio all'eccellenza per un talk show/uno spettacolo musicale (uomo) a Yoo Young-seok
  - 2016 – Candidatura Premio all'eccellenza per un talk show/uno spettacolo musicale (uomo) a Lee Yoon-seok
  - 2016 – Premio all'eccellenza per un talk show/uno spettacolo musicale (donna) a Solbi
  - 2016 – Candidatura Premio all'eccellenza per un talk show/uno spettacolo musicale (donna) a Ali
  - 2016 – Candidatura Premio principiante per un talk show/uno spettacolo musicale (uomo) a Roy Kim
  - 2016 – Premio principiante per un talk show/uno spettacolo musicale (donna) a Shin Go-eun
  - 2016 – Candidatura Premio principiante per un talk show/uno spettacolo musicale (donna) a Lee Sun-bin
  - 2016 – Candidatura Premio principiante per un talk show/uno spettacolo musicale (donna) a Park Jin-joo
  - 2016 – Candidatura Programma dell'anno
  - 2016 – Miglior lavoro di squadra
  - 2017[37] – Candidatura Gran premio (Daesang) a Kim Seong-ju
  - 2017 – Candidatura Programma dell'anno
  - 2017 – Candidatura Premio alla massima eccellenza nella categoria show/sitcom a Kim Gu-ra
  - 2017 – Candidatura Premio alla massima eccellenza nella categoria show/sitcom a Kim Sung-joo
  - 2017 – Premio all'eccellenza nella categoria show/sitcom a Kim Hyun-cheol
  - 2017 – Candidatura Premio all'eccellenza nella categoria show/sitcom a Choi Min-yong
  - 2017 – Candidatura Premio all'eccellenza nella categoria show/sitcom a Lee Yoon-seok
  - 2017 – Candidatura Premio all'eccellenza nella categoria show/sitcom a Shin Bong-sun
  - 2017 – Premio principiante nella categoria show/sitcom a Kai
  - 2017 – Premio dei produttori
  - 2017 – Premio speciale (programma musicale) a Sohyang
  - 2018[38][39] – Candidatura Gran premio (Daesang) a Kim Gu-ra
  - 2018 – Candidatura Programma dell'anno
  - 2018 – Candidatura Premio all'eccellenza nella categoria show/sitcom a Shin Bong-sun
  - 2018 – Premio principiante nella categoria show/sitcom a Seungkwan
  - 2018 – Candidatura Premio principiante nella categoria show/sitcom a Kim Ho-young
  - 2018 – Premio presentatore a Kim Sung-joo
  - 2018 – Premio intrattenitore dell'anno a Kim Gu-ra
  - 2019[40] – Candidatura Gran premio (Daesang) a Kim Gu-ra
  - 2019 – Candidatura Gran premio (Daesang) a Kim Sung-joo
  - 2019 – Candidatura Programma dell'anno
  - 2019 – Candidatura Premio alla massima eccellenza nella categoria musicale/talk (donna) a Shin Bong-sun
  - 2019 – Candidatura Premio all'eccellenza nella categoria musicale/talk a Lee Yoon-seok
  - 2019 – Premio trend globale
  - 2019 – Premio alla carriera a Kim Hyun-cheol
  - 2019 – Premio alla carriera a Yoo Young-seok
  - 2019 – Premio alla carriera a Yoon Sang
  - 2019 – Premio intrattenitore dell'anno a Kim Gu-ra
  - 2019 – Premio intrattenitore dell'anno a Kim Sung-joo
- Baeksang Arts Award
  - 2015 – Candidatura Miglior artista di varietà (uomo) a Kim Sung-joo
  - 2016 – Candidatura Miglior artista di varietà (uomo) a Kim Sung-joo
  - 2016 – Miglior programma di intrattenimento[41]
- Korean Broadcasting Grand Prize
  - 2016 – Gran premio nella categoria musicale a Ha Hyun-woo[42]
- Korean Producers and Directors Award
  - 2016 – Miglior programma d'intrattenimento del 2015[43]